# Gouvernement al-Balqa
Das Gouvernement al-Balqa (arabisch محافظة البلقاء, DMG Muḥāfaẓat al-Balqāʾ) ist ein Gouvernement im Nordwesten Jordaniens. Die Landeshauptstadt Amman liegt südöstlich des Gouvernements. Im Gebiet wohnen ungefähr 556.600 Einwohner (Stand: Ende 2020). Das Gouvernement al-Balqa grenzt an die Gouvernements Irbid, Adschlun, Dscharasch, Amman, Zarqa und Madaba. Westlich befindet sich die Grenze mit Israel/Westjordanland. Die Hauptstadt des Gouvernements ist Salt.

## Landschaft und Wirtschaft
Das Gebiet ist hauptsächlich bergreich. Al-Balqa ist eins der wenigen Gouvernements Jordaniens, das nicht nur aus Ödland besteht, sondern auch Waldflächen aufweist. Es wird auch extensive Landwirtschaft betrieben. Südwestlich, an der Grenze mit Israel, liegt das Tote Meer. Ein spezielles Spa- und Wellness-Resort am See fördert den Tourismus im Gouvernement.

## Geschichte
Die Region wurde im Ersten Weltkrieg bekannt. Im März 1918 attackierte die Britische Armee erfolgreich die Hauptstadt Salt in der Schlacht um Amman, wonach die fünfhundertjährige Osmanische Herrschaft auf dem Gebiet des heutigen Jordanien endete.

## Einwohnerentwicklung
| Jahr          | Einwohnerzahl |
| ------------- | ------------- |
| 1994 (Zensus) | 276.082       |
| 2004 (Zensus) | 346.354       |
| 2015 (Zensus) | 491.709       |